# Leichtathletik-Weltmeisterschaften 2019/Teilnehmer (Puerto Rico)
| Gelbes Symbol für Goldmedaillen mit stilisierten Olympischen Ringen | Graues Symbol für Silbermedaillen mit stilisierten Olympischen Ringen | Braundes Symbol für Bronzemedaillen mit stilisierten Olympischen Ringen |
| ------------------------------------------------------------------- | --------------------------------------------------------------------- | ----------------------------------------------------------------------- |
| —                                                                   | —                                                                     | —                                                                       |

Der Leichtathletikverband von Puerto Rico nahm an den Leichtathletik-Weltmeisterschaften 2019 in Doha teil. Vier Athleten wurden vom Verband nominiert.

## Ergebnisse

### Männer

#### Laufdisziplinen
| Athlet         | Disziplin | Vorlauf     | Vorlauf | Halbfinale  | Halbfinale | Finale      | Finale |
| Athlet         | Disziplin | Zeit        | Platz   | Zeit        | Platz      | Zeit        | Platz  |
| -------------- | --------- | ----------- | ------- | ----------- | ---------- | ----------- | ------ |
| Andrés Arroyo  | 800 m     | 1:46,75 min | 29      | DNQ         | DNQ        | –           | –      |
| Ryan Sánchez   | 800 m     | 1:54,46 min | 42      | DNQ         | DNQ        | –           | –      |
| Wesley Vázquez | 800 m     | 1:45,47 min | 03      | 1:43,96 min | 1          | 1:44,48 min | 5      |

#### Sprung/Wurf
| Athlet             | Disziplin  | Qualifikation | Qualifikation | Finale     | Finale |
| Athlet             | Disziplin  | Weite/Höhe    | Platz         | Weite/Höhe | Platz  |
| ------------------ | ---------- | ------------- | ------------- | ---------- | ------ |
| Luis Castro Rivera | Hochsprung | 2,26 m        | 11            | 2,19 m     | 12     |